# 복내중학교 문덕분교
복내중학교 문덕분교는 전라남도 보성군 문덕면 송재로 2377-82에 있었던 중학교 분교이다.

## 연혁
- 1976년 12월 28일 설립인가
- 1977년 3월 10일 문덕중학교 개교
- 1991년 3월 1일 복내중학교 문덕분교장 격하
- 1999년 2월 13일 제20회 졸업식(1979명)
- 1999년 9월 1일 본교로 통폐합[1]